# Richard Edmund Lyng

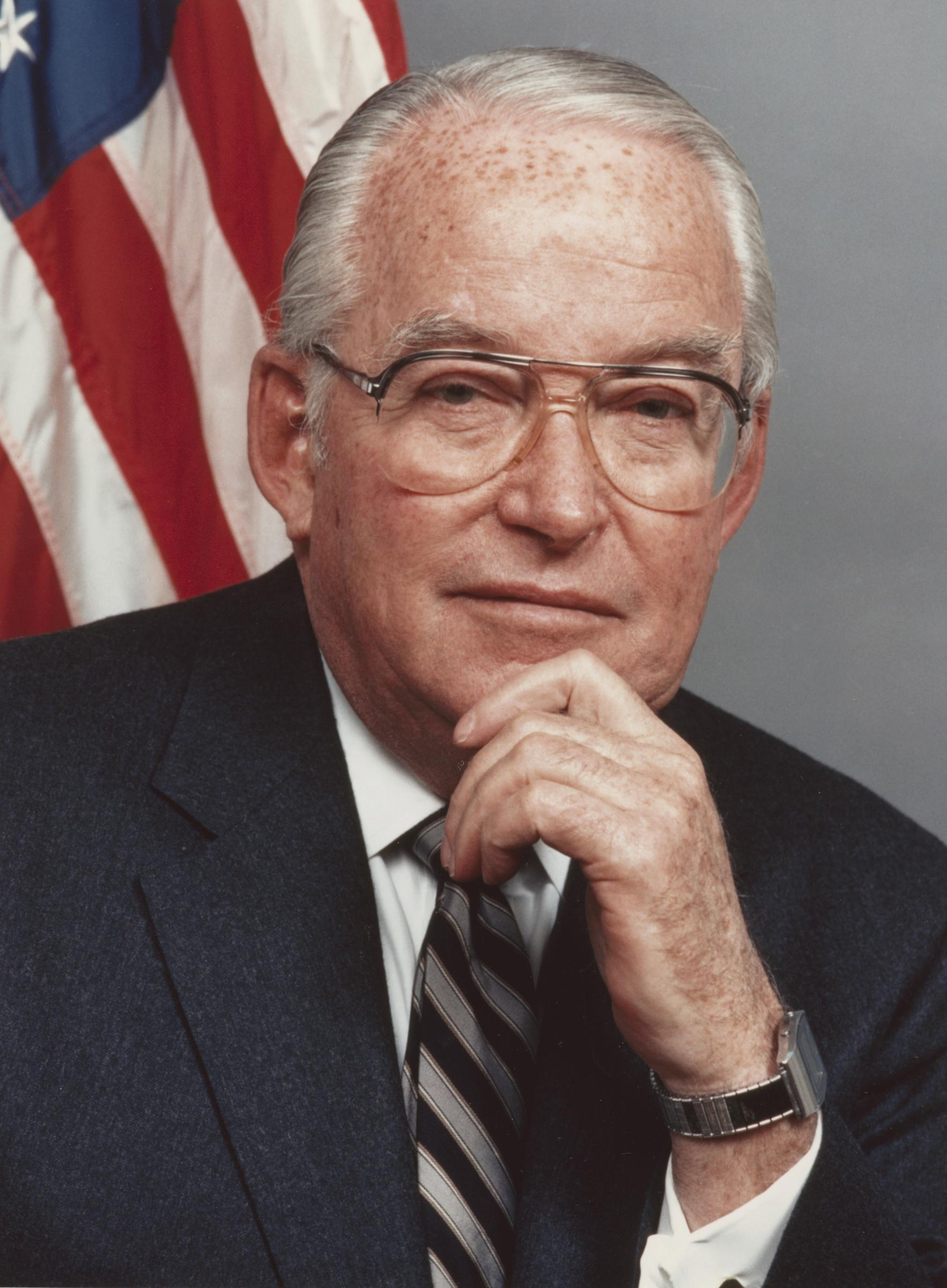
Richard Edmund Lyng

Richard Edmund Lyng, född 29 juni 1918 i San Francisco, Kalifornien, USA, död 1 februari 2003 i Modesto, Kalifornien, var en amerikansk republikansk politiker.
Lyng tjänstgjorde i United States Army i andra världskriget. Efter kriget blev han verkställande direktör för Ed. J. Lyng Co., ett företag som processar säd och bönor. Han tjänstgjorde som USA:s jordbruksminister under president Ronald Reagan 1986-1989. Lyng avled i Parkinsons sjukdom.